# Пирогово 1-е
Пирогово 1-е — село в Щёкинском районе Тульской области России.
В рамках административно-территориального устройства относится к Пироговской сельской администрации Щёкинского района, в рамках организации местного самоуправления входит в сельское поселение Лазаревское.

## География
Расположено в 28 км к юго-востоку от железнодорожной станции города Щёкино.
Западнее примыкает к селу Пирогово 2-е.

## Население
| 2002 | 2010 |
| ---- | ---- |
| 210  | ↘164 |

## Архитектура
В 1864 году на средства прихожан в селе был построен каменный храм в честь Рождества Пресвятой Богородицы в стиле классицизм. Приход состоит из села и двух деревень: Дурной и Зубаревки. В 1939 году церковь была закрыта и в дальнейшем использовалась, как зерножранилище. В настоящее время заброшена.